# Coppa delle Coppe 1983-1984 (pallacanestro maschile)
La Coppa delle Coppe 1983-1984 di pallacanestro maschile venne vinta dal Real Madrid.

## Risultati

### Primo turno
| Squadra 1               | Totale    | Squadra 2           | Andata | Ritorno |
| ----------------------- | --------- | ------------------- | ------ | ------- |
| Fenerbahçe              | 146 - 150 | Steaua Bucarest     | 81-67  | 65-83   |
| BMS Skovlunde           | 169 - 213 | Cibona Zagabria     | 81-102 | 88-111  |
| Rudá hvězda Pardubice   | 185 - 166 | Queluz              | 122-76 | 63-90   |
| Solent Stars            | 173 - 154 | Tonego              | 78-71  | 95-83   |
| Maccabi Etterbeek       | 163 - 135 | Hapoel Tel Aviv     | 86-72  | 77-63   |
| Saturn Colonia          | 303 - 102 | Achilleas           | 162-44 | 141-58  |
| Hageby                  | 157 - 160 | Monaco              | 60-61  | 97-99   |
| Template:Basket Zamelek | 0 - 4     | Union Vienna        | 0-2    | 0-2     |
| Levski-Spartak Sofia    | 152 - 169 | Panathinaikos Atene | 73-81  | 79-88   |
| Vevey                   | 204 - 159 | MAFC                | 107-69 | 97-90   |

### Ottavi di finale
| Squadra 1             | Totale    | Squadra 2           | Andata | Ritorno |
| --------------------- | --------- | ------------------- | ------ | ------- |
| Steaua Bucarest       | 166 - 175 | Cibona Zagabria     | 82-82  | 84-93   |
| Rudá hvězda Pardubice | 178 - 176 | Turun NMKY          | 87-89  | 91-87   |
| Solent Stars          | 153 - 119 | Maccabi Etterbeek   | 88-58  | 65-61   |
| Saturn Colonia        | 177 - 143 | Monaco              | 108-83 | 69-60   |
| Union Vienna          | 137 - 145 | Panathinaikos Atene | 83-79  | 54-66   |
| Vevey                 | 156 - 186 | Simac Milano        | 71-88  | 85-98   |

Scavolini Pesaro e Real Madrid qualificate automaticamente ai quarti.

### Quarti di finale

#### Gruppo A
|    | Squadra         | G | V | P | PF  | PS  | Dif | P.ti |
| -- | --------------- | - | - | - | --- | --- | --- | ---- |
| 1. | Simac Milano    | 6 | 3 | 3 | 466 | 449 | +17 | 9    |
| 2. | Cibona Zagabria | 6 | 3 | 3 | 495 | 486 | +9  | 9    |
| 3. | Saturn Colonia  | 6 | 3 | 3 | 476 | 480 | -4  | 9    |
| 4. | Solent Stars    | 6 | 3 | 3 | 439 | 461 | -22 | 9    |

#### Gruppo B
|    | Squadra               | G | V | P | PF  | PS  | Dif  | P.ti |
| -- | --------------------- | - | - | - | --- | --- | ---- | ---- |
| 1. | Real Madrid           | 6 | 5 | 1 | 593 | 480 | +113 | 11   |
| 2. | Scavolini Pesaro      | 6 | 3 | 3 | 537 | 515 | +22  | 9    |
| 3. | Panathinaikos Atene   | 6 | 2 | 4 | 500 | 536 | -36  | 8    |
| 4. | Rudá hvězda Pardubice | 6 | 2 | 4 | 480 | 579 | -99  | 8    |

|  | Qualificate alle semifinali |
|  | Eliminata                   |

### Semifinali
| Squadra 1        | Totale    | Squadra 2    | Andata | Ritorno |
| ---------------- | --------- | ------------ | ------ | ------- |
| Scavolini Pesaro | 156 - 168 | Simac Milano | 76-78  | 80-90   |
| Cibona Zagabria  | 169 - 185 | Real Madrid  | 89-91  | 80-94   |

### Finale
| Squadra 1   | Risultato | Squadra 2    |
| ----------- | --------- | ------------ |
| Real Madrid | 82 - 81   | Simac Milano |

| Coppa delle Coppe 1983-1984 |
| --------------------------- |
| Real Madrid 1º titolo       |

## Formazione vincitrice
| N° | Naz.                        | Ruolo | Sportivo                    |  | Alt. |  |
| -- | --------------------------- | ----- | --------------------------- |  | ---- |  |
| 4  | Stati Uniti (bandiera)      | AG    | Wayne Robinson              |  |      |  |
| 5  | Spagna (bandiera)           | C     | Juan Antonio Orenga         |  |      |  |
| 6  | Spagna (bandiera)           | C     | Fernando Romay              |  |      |  |
| 7  | Unione Sovietica (bandiera) | AP    | José Biriukov               |  |      |  |
| 8  | Spagna (bandiera)           | P     | Francisco José Velasco      |  |      |  |
| 9  | Spagna (bandiera)           | C     | Antonio Martín Espina       |  |      |  |
| 10 | Spagna (bandiera)           | AC    | Fernando Martín             |  |      |  |
| 11 | Spagna (bandiera)           | P     | Juan Antonio Corbalán       |  |      |  |
| 12 | Spagna (bandiera)           | C     | Rafael Rullán               |  |      |  |
| 13 | Spagna (bandiera)           | P     | Siço Simón                  |  |      |  |
| 14 | Spagna (bandiera)           | AG    | Juan Manuel López Iturriaga |  |      |  |
| 15 | Stati Uniti (bandiera)      | AG    | Brian Jackson               |  |      |  |
| 13 | Spagna (bandiera)           |       | Miguel Ángel Marcos         |  |      |  |
|    | Spagna (bandiera)           | All.  | Lolo Sainz                  |  |      |  |